# Погребецкий, Михаил Тимофеевич
Михаил Тимофеевич Погребецкий (1892—1956) — советский альпинист, заслуженный мастер спорта СССР (1939), первовосходитель на пик Хан-Тенгри (1931, вместе с Борисом Тюриным и Францем-Йозефом Зауберером), организатор украинского альпинизма, действительный член Всесоюзного географического общества, врач.
С 1929 по 1936 год Михаил Погребецкий был организатором и участником ряда первопроходческих экспедиций в центральные районы Тянь-Шаня. Подробно исследовал район ледника Южный Иныльчек, а также прилегающие к нему ледники, хребты и горные вершины, включая пик Хан-Тенгри (в то время считавшийся высшей точкой Тянь-Шаня), на который он взошёл 11 сентября 1931 года. В 1930-х годах участвовал в организации украинских экспедиций на Тянь-Шань, исследовал ряд малоизученных районов, во время осенней экспедиции 1935 года пересёк Тянь-Шань с севера на юг.
Во время Великой Отечественной войны Михаил Погребецкий руководил Всесоюзной школой инструкторов горнострелковой подготовки, которая была создана на базе «Горельник», расположенной в горах Заилийского Алатау недалеко от Алма-Аты. После войны организовал Украинскую школу инструкторов альпинизма в Приэльбрусье, а затем альпинистский лагерь в ущелье Адыл-Су (ныне альплагерь «Эльбрус»). Погребецкий был председателем Украинской федерации альпинизма, а также членом президиума Федерации альпинизма СССР.
В честь Михаила Погребецкого названы две горные вершины на Тянь-Шане и одна на Памире.

## Биография

### До революции
Михаил Погребецкий родился в 1892 году в Ялуторовске Тобольской губернии (ныне — в Тюменской области), в семье административного ссыльного. Его ранние годы прошли в Харькове и Киеве.
Обучался в Петербургском психоневрологическом институте, но, не окончив его, ушёл добровольцем на Первую мировую войну. Воевал в составе пехотного полка на турецком фронте, участвовал в нескольких рукопашных боях. Однажды спас от смерти нескольких бойцов, успев выбросить из окопа залетевшую туда гранату. За храбрость был награждён Орденом Святого Георгия 4 степени и Георгиевской медалью, был ранен и в 1916 году был освобождён от воинской службы. Диплом невропатолога он получил только после революции.
Первые подъёмы на горные вершины Михаил Погребецкий осуществил ещё в 1909 году в Бернских Альпах, а в 1916 году он совершил восхождения в Средней Азии, в районе Ферганы и Верного (ныне Алма-Ата).

### 1920-е и 1930-е годы
В 1920-х годах Погребецкий работал в Высшем совете по делам физкультуры и спорта при Всеукраинском Центральном Исполнительном Комитете (ВУЦИК), а затем преподавал в Украинском институте физической культуры.
Начиная с 1920-х годов он также работал инспектором по альпинизму в УкрТурэ — украинском отделении Общества пролетарского туризма и экскурсий (ОПТЭ).
В 1926—1936 годах Погребецкий совершил более двух десятков первовосхождений на горные вершины на Тянь-Шане. В 1929 году он был руководителем экспедиции, которая исследовала непосредственные подступы к пику Хан-Тенгри, считавшемуся в то время самой высокой вершиной Тянь-Шаня. Проводником был местный охотник и горопроходец Николай Васильевич Набоков, имевший опыт участия в экспедиции немецкого географа Готфрида Мерцбахера, который в 1902—1903 годах исследовал тот же район. При этом, помимо природных опасностей, приходилось ещё обороняться от басмачей. Для защиты экспедиции Погребецкого её сопровождал небольшой отряд пограничников, которым руководил помощник командира пограничной заставы Иван Семёнович Головин. В том же 1929 году по предложению Погребецкого высшая точка хребта Иныльчектау (5697 м) была названа пиком Нансена, в честь норвежского полярного исследователя Фритьофа Нансена.
В 1930 году Михаил Погребецкий организовал другую экспедицию, во время которой он исследовал окрестности ледника Южный Иныльчек, а также возможные пути восхождения на Хан-Тенгри со стороны этого ледника.
Главной задачей экспедиции 1931 года было восхождение на пик Хан-Тенгри. Кроме альпинистов, в составе экспедиции было несколько научных работников. Основная задача была выполнена — 11 сентября по юго-западному склону на вершину Хан-Тенгри взошли Михаил Погребецкий, Борис Тюрин и Франц-Йозеф Зауберер. Борис Тюрин (1911—1936), которому на момент восхождения было всего 20 лет, стал известным альпинистом, но трагически погиб в 1936 году на Кавказе, попав в снежную лавину при переходе через перевал Бечо после восхождения на Эльбрус. Франц-Йозеф Зауберер (1904—1944) был политическим эмигрантом из Австрии и одним из организаторов украинского альпинизма. В 1937 году он был арестован, а в 1938 году выслан из СССР. Погиб в Вене в 1944 году во время бомбёжки.
С вершины Хан-Тенгри Погребецкий увидел расположенную на юге неизвестную гору, высота которой была сравнима с Хан-Тенгри. Пять лет спустя, в 1936 году, существование той же горы подтвердила группа Евгения Абалакова, также совершавшая восхождение на Хан-Тенгри. Позднее было подтверждено, что вершина горы, которую видел Погребецкий с Хан-Тенгри, действительно является самой высокой точкой Тянь-Шаня — 7439 м. В 1946 году она была названа пиком Победы. Высота самого́ пика Хан-Тенгри, второй по высоте горы Тянь-Шаня, долгое время считалась равной 6995 м, но более современные данные дают значение 7010 м (вместе с намёрзшим над вершиной ледником).
В 1932 году Михаил Погребецкий руководил альпинистской группой в составе экспедиции на Тянь-Шань, проводимой в рамках программы 2-го Международного полярного года. В 1933 году он принимал участие в экспедиции по научному изучению бассейна ледника Иныльчек, а также ледников к югу от него. Исследования 1932—1933 годов официально именовались Украинской правительственной экспедицией. Кроме этого, Погребецкий был инициатором проведения сборов командного состава пограничных войск на Тянь-Шане, которые проходили ежегодно с 1932 по 1936 год.
Поздней осенью 1934 года Погребецкий руководил группой альпинистов, которая совершила разведывательный поход по высокогорному Тянь-Шаню, целью которого было подготовить более серьёзную экспедицию, которая планировалась на следующий год.
Экспедиция 1935 года состоялась, но в путь группа Погребецкого вышла слишком поздно, только к началу октября. Погода испортилась, часто шёл снег, с гор сходили лавины, приходилось пережидать непогоду. Лошади голодали, поскольку фураж заканчивался, а трава была засыпана снегом. Тем не менее, участникам экспедиции удалось пройти через несколько перевалов. Четыре дня по глубокому снегу продолжался переход через перевал Майбаш, после чего группа спустилась в долину Майбулак, а затем, перейдя через перевал Бозхур, вышла в долину Темир-су и тем самым завершила переход через Тянь-Шань с севера на юг. После этого группа была вынуждена спуститься в Аксу (находившийся в китайском Синьцзяне), чтобы пополнить запасы фуража для лошадей, а затем вернулась по более простому караванному маршруту через перевал Бедель.
В 1934 году Михаилу Погребецкому было присвоено звание «мастера советского альпинизма» (аналог мастера спорта СССР), в 1937 году он стал руководителем Ассоциации альпинистов Украины, а в 1939 году ему было присвоено звание заслуженного мастера спорта СССР по альпинизму. До начала Великой Отечественной войны Михаил Погребецкий преподавал в Украинском институте физической культуры в Харькове, а с 1938 года он руководил Центральной школой инструкторов альпинизма, основанной при этом институте.

### Во время войны
Вскоре после начала войны, летом 1941 года Михаил Погребецкий был эвакуирован в Алма-Ату, вместе со своей женой Верой Алексеевной Погребецкой, также известной альпинисткой. Там он начал работать в республиканском Комитете по делам физкультуры и спорта, а в 1941—1942 годах руководил Алма-атинским областным военно-учебным пунктом по подготовке горных стрелков, который был организован на базе горного туризма «Горельник», расположенной в горах Заилийского Алатау недалеко от Алма-Аты, в Верхнеалмаатинском ущелье.
В 1943 году Совнарком СССР принял постановление о создании Всесоюзной школы инструкторов горнострелковой подготовки под эгидой Всесоюзного комитета по делам физкультуры и спорта. Эту школу предполагалось организовать на базе «Горельник». Михаил Погребецкий, назначенный начальником этой школы, принял самое непосредственное участие в подборе инструкторов и подготовке к началу работы. Занятия с первой группой курсантов начались 3 августа 1943 года, а всего за время войны (до марта 1945 года) было пять выпусков. Официально школа просуществовала до 1946 года, а затем была преобразована в учебный центр по подготовке инструкторов по спортивному альпинизму и горнолыжному спорту. Погребецкий к тому времени уже был переведён на Кавказ, так как в 1944 году ему было поручено руководить учебной альпинистской базой на Эльбрусе.
Имя Михаила Погребецкого неоднократно упоминалось в связи с выходом (в 2006 году) нашумевшего кинофильма «Сволочи» режиссёра Александра Атанесяна по повести Владимира Кунина. Считается, что Погребецкий якобы послужил прототипом одного из главных героев фильма — полковника НКВД Вишневецкого (роль которого исполнил Андрей Панин). Хотя Погребецкий действительно руководил школой по подготовке горных стрелков, по поводу других «подробностей» — таких как его предполагаемая принадлежность к НКВД, а также обучение в школе несовершеннолетних подростков, выпущенных из тюрем, — были неоднократные опровержения с утверждениями о недостоверности этих фактов.

### Послевоенное время
Погребецкий был председателем Украинской федерации (секции) альпинизма, а также членом президиума Федерации альпинизма СССР. В 1947 году он был организатором Украинской школы инструкторов альпинизма в Приэльбрусье. Она находилась в ущелье Адыл-Су, на левом берегу одноимённой реки, примерно в 4 км выше её впадения в реку Баксан. С 1948 года там же стал работать Украинский лагерь юных альпинистов. Там же был создан альплагерь «Шахтёр», который впоследствии (в 1950-х годах) получил название «Эльбрус». Сам Погребецкий работал в этом альплагере до 1954 года.
Михаил Погребецкий скончался 16 августа 1956 года в Киеве (по другим данным — в Харькове). Он похоронен на Байковом кладбище в Киеве.

## Память
Именем Погребецкого названы следующие горные вершины:
- пик Погребецкого в Заилийском Алатау, высота 4231 м[22] (по другим данным, 4219 м);
- пик Погребецкого в Меридиональном хребте на Центральном Тянь-Шане (6487 м)[3][23][24];
- пик Погребецкого в Музкольском хребте (6060 м)[3] (по другим данным, 6000 м)[1].

В его честь также был назван астероид (4468) Погребецкий, открытый в 1976 году.
7 мая 2000 года у базы Горельник была установлена мемориальная доска с надписью:
| Здесь в Горельнике в 1943—46 гг. работала Всесоюзная школа инструкторов горной подготовки под руководством змс М. Погребецкого. Было подготовлено для Красной армии 1500 инструкторов и более 12000 горных стрелков. |

У альплагеря «Эльбрус» также была установлена мемориальная доска, на которой написано:
| Этот лагерь-школу украинских альпинистов основал 18.VII.47 г. заслуженный мастер спорта СССР Михаил Тимофеевич Погребецкий. |

### Книги М. Т. Погребецкого
- «Практика туризма и путешествий» (Москва—Ленинград, Физкультура и спорт, 1931)
- «Хан-Тенгрі» (Харьков—Одесса, 1934) (укр.)
- «Три года борьбы за Хан-Тенгри» (Харьков, Український робiтник, 1935)
- «Руководство по горному туризму» (Харьков, 1937)
- «У серці небесних гір» (Киев, 1960) (укр.)

### Книги о Погребецком
- И. Е. Ветров «Первый на Хан-Тенгри. Путешествия М. Т. Погребецкого». (Мысль, 1971)
- И. Е. Ветров «Колумб небесных гор» (Киев, Здоровье, 1993)